# کلیسای پنطی کاستی
کلیسای پنطی کاستی کلیسایی متعلق به آشوریان است که در کرمانشاه، خیابان شریعتی، کوچه آرین واقع شده‌است. این اثر مربوط به دوره پهلوی دوم بوده و در تاریخ ۱۷ مرداد ۱۳۸۳ با شمارهٔ ثبت ۱۱۰۵۸ به‌عنوان یکی از آثار ملی ایران به ثبت رسیده‌است.

## تاریخچه
کلیسای پنطی کاستی در سال ۱۹۵۵ میلادی به تقاضای کشیش توما ناصری تحت نظر یک مهندس روسی در شهر کرمانشاه بنا شد. در ۱۳ بهمن ۱۳۸۸ (۲ فوریه ۲۰۱۰ میلادی) کشیش ویلسون عیسوی، کشیش این کلیسا دستگیر شد و ۵۴ روز را در زندان دستگرد اصفهان در بازداشت به سر برد. کلیسای پنطی کاستی از آن زمان تعطیل است.

## وجه تسمیه
پنطی کاستی واژه‌ای با ریشهٔ یونانی باستان (پـِنتِکُسته) به معنی پنجاهمین [روز]، و یکی از عیدهای اصلی در میان مسیحیان است. به باور مسیحیان پنجاه روز پس از برخاستن مسیح از مرگ (عید پاک)، روح‌القدس بنا بر وعده‌ای که مسیح داده‌بود بر حواریون نزول کرده‌است. این روز عید پنطیکاست یا پنجاهه نامیده می‌شود. چون تاریخ اتمام ساخت این کلیسا مصادف با عید پنطی کاستی بوده‌است، نام پنطی کاستی توسط کشیش توما ناصری برای آن انتخاب شده‌است.

## ویژگی‌های معماری
کلیسای پنطی کاستی در زمینی به مساحت ۷۲۰ متر مربع و زیربنای ۱۷۰ مترمربع در سال ۱۹۵۵ میلادی (۱۳۳۴ خورشیدی) ساخته‌شد. ساختمان کلیسا از آجر قرمز و ملات ماسه و سیمان ساخته شده‌است. ورودی کلیسا در ضلع شمالی قرار دارد که به شکل طاقی رومی استوار بر روی دو ستون سنگی طراحی شده‌است. کتیبه‌ای سنگی به زبان آشوری بر روی ورودی ساختمان نصب شده‌است. ضلع شرقی و غربی بنا هر یک دارای یک در و چهار پنجره با قوس‌های هلالی است. اقامتگاه خادم کلیسا در انتهای زمین و در پشت نمازخانه در دو طبقه به زیر بنای ۱۲۰ مترمربع در هر طبقه ساخته شده‌است. پلان نمازخانه به شکل مستطیل است، اما در ضلع جنوبی به فضایی مدور به شکل نیم‌دایره منتهی می‌شود که محل استقرار کشیش و خادمان و خواندن دعا است.